# Happy Just to Be Like I Am
| Recensione              | Giudizio |
| ----------------------- | -------- |
| AllMusic                |          |
| Robert Christgau        | B+       |
| Piero Scaruffi          |          |
| Dizionario del Pop-Rock |          |
| 24.000 dischi           |          |

Happy Just to Be Like I Am è un album in studio del musicista e cantante blues statunitense Taj Mahal, pubblicato dalla Columbia Records nel dicembre del 1971.

## Tracce
LP (1971, Columbia Records, C 30767)
Lato A
1. Happy Just to Be Like I Am – 3:49 (Taj Mahal)
2. Stealin' – 6:58 (Gus Cannon; Adattamento e arrangiamento di Taj Mahal)
3. Oh Susanna – 5:18 (Tradizionale; Adattamento e arrangiamento di Taj Mahal)
4. Eighteen Hammers – 5:45 (Taj Mahal)

Lato B
1. Tomorrow May Not Be Your Day – 4:14 (Taj Mahal)
2. Chevrolet – 2:45 (Ed Young, Lonnie Young, Taj Mahal)
3. West Indian Revelation – 6:09 (Taj Mahal)
4. Black Spirit Boogie – 7:10 (Taj Mahal)

## Musicisti
- Taj Mahal – voce, mississippi national steel bodied guitar, chitarra elettrica, banjo, mandolino, fiffaro, armonica, clarke penny whistle
- Hoshal Wright – chitarra elettrica
- John Simon – pianoforte, pianoforte elettrico
- Bill Rich – basso
- James Charles Otey, Jr. – batteria
- Kwasi "Rocky" Dzidzornu – congas, african bells (gung-ko-gwee)
- Howard Johnson – tuba, sassofono baritono, arrangiamento strumenti a fiato
- Bob Stewart – tuba, flicorno
- Joseph Daley – tuba, trombone
- Earl McIntyre – tuba, trombone basso
- Jesse Edwin Davis – chitarra elettrica (brani: Chevrolet e Oh Susanna)
- Andy Narell – steel drums (brano: West Indian Revelation)

### Produzione
- Taj Mahal e David Rubinson – produzione
- Registrazioni effettuate al Columbia Recording Studios (San Francisco) e al Pacific Recording Studios (San Mateo)
- Glen Kolotkin, Mike Larner, George Engfer, David Porow – ingegneri delle registrazioni (Columbia Recording Studios, S.F.)
- James Green e Jerry Smith – ingegneri delle registrazioni (Columbia Recording Studios, NYC)
- Mark Friedman (Columbia Rec.) e Fred Catero (Catero Sound Company) – ingegneri delle registrazioni (Pacific Recording Studios, S.M.)
- Virginia Team – design copertina album originale
- Al Vandenberg – foto copertina album originale [7]

## Successo commerciale
Album
| Anno | Classifica    | Posizione massima |
| ---- | ------------- | ----------------- |
| 1972 | Billboard 200 | 181               |